# Бёниш, Себастьян
Себастьян Бёниш (нем. Sebastian Boenisch), при рождении Себа́стьян Пнёвский (пол. Sebastian Pniowski; родился 1 февраля 1987, Гливице, Польша) — польский футболист, защитник. Преимущественно играет на позиции левого защитника.

## Ранние годы
Себастьян родился в Польше 1 февраля 1987 года в городе Гливице в регионе Верхняя Силезия (указанный регион в довоенный период был территорией смешанного расселения силезских немцев и поляков). Его прабабушка (нем. Eleonora Boenisch) и прадед (погиб на фронте во время Второй мировой войны) были силезскими немцами. После войны, когда производилась депортация немцев в Германию, Элеонора Бёниш, оставшаяся вдовой с шестью детьми, сменила своё имя на польское и стала Элеонорой Пнёвской, что позволило ей и её детям остаться в Польше и избежать депортации. Дед Себастьяна и отец были шахтёрами. В 1988 году семья Себастьяна репатриировалась в Германию, где, после проверки германскими властями немецкого происхождения семьи, её членам была возвращена немецкая фамилия Бёниш. Себастьян вырос в Германии, его родной язык немецкий, но он также говорит и по-польски. Себастьян имеет двойное германское и польское гражданство.

## Карьера
Профессиональный дебют Себастьяна состоялся в команде «Шальке 04» 11 февраля 2006 года, когда он вышел на замену на 84-й минуте в выигранном 7:4 матче против леверкузенского «Байера». Кроме этого матча в том сезоне Бёниш сыграл только в выигранном 2:1 матче Кубка УЕФА против «Эспаньола».
В 2007 году Бёниш перешёл в «Вердер» и, более того, дебютировал за молодёжную сборную Германии.
В августе 2010 года принял решение выступать за сборную Польши и попал в заявку на матч против Украины. Участвовал в чемпионате Европы 2012 в Польше и на Украине.

## Достижения
- Обладатель Кубка Германии: 2009
- Финалист Кубка УЕФА: 2009
- Чемпион Европы среди молодёжных команд: 2009